# Grimpa-soques de l'Inambari
El grimpa-soques de l'Inambari (Lepidocolaptes fatimalimae) és una espècie d'ocell de la família dels furnàrids (Furnariidae).

## Hàbitat i distribució
Viu a la selva humida de l'Amazònia occidental, al Brasil al sud de l'Amazones i a l'oest del riu Madeira, cap a l'oest al nord i centre de Bolívia i est del Perú.